# Cha Chi Ming
Cha Chi-ming (1914 - Hong Kong - 28 de Março de 2007) foi um empresário, industrial e filantropo de Hong Kong.

## Biografia
Dr. Cha entrou na indústria têxtil logo que esta chegou a Hong Kong vinda da China nos finais da década de 1940. Estabeleceu a China Dyeing Works Limited em 1949 que se tornaria na mais avançada fábrica  de tinturaria da Ásia durante a década de 1990. Em 1977 o Dr. Cha fundou o seu verdadeiro conjunto de negócios em Hong Kong, fundando subsequentemente a HKR International Limited a qual foi cotada na Bolsa de Homg Kong em 1989.
Em 1994, doou 20 milhões de dólares para estabelecer a Fundação da Ciência e Tecnologia Qiu Shi. A Fundação premeia cientistas chineses que façam avanços significativos nos seus campos.
Cha Chi Ming foi presidente das seguintes companhias:
- CDW International Limited
- The Mingly Corporation Limited
- Hong Kong Resort International Limited

Dr. Cha faleceu pacificamente aos 93 anos de idade ao início da manhã de 28 de Março de 2007

## Ligação externa
- http://www.hkri.com/cms1/hkr/hkr3109.html